# Лузин, Владимир Петрович
Влади́мир Петро́вич Лу́зин (10 января 1936, Черногорск — 28 сентября 2021, Новосибирск) — российский фаготист и музыкальный педагог, солист симфонического оркестра Новосибирской филармонии, профессор Новосибирской государственной консерватории, заслуженный артист РСФСР (1979).

## Биография
Владимир Лузин окончил Томское музыкальное училище по классу Е. Бартошевича в 1955 году. В 1961 году он окончил Новосибирскую консерваторию по классу Михаила Толмачёва. С 1966 года Лузин был солистом-концертмейстером группы фаготов симфонического оркестра Новосибирской филармонии. В 1979 году ему было присвоено почётное звание заслуженный артист РСФСР. С 1962 года Владимир Лузин преподавал в Новосибирской консерватории. В 1981 ему было присвоено звание доцента, в 1990 году — профессора. Среди учеников Владимира Лузина — солист симфонического оркестра Государственной филармонии Алтайского края заслуженный артист Российской Федерации Вячеслав Дутов.
Скончался 28 сентября 2021 года, похоронен на Заельцовском кладбище Новосибирска.